# Viatcheslav Kourgouzov
Viatcheslav Kourgouzov (en russe : Вячеслав Кургузов) est un joueur russe de volley-ball né le 16 mai 1982. Il mesure 2,00 m et joue attaquant.

## Clubs
| Club                   | De        | À         |
| ---------------------- | --------- | --------- |
| MGTU Moscou            | 2001-2002 | 2005-2006 |
| Neftiekhimik Samalat   | 2006-2007 | 2006-2007 |
| Lokomotiv Novossibirsk | 2007-2008 | 2007-2008 |
| VK Kouzbass Kemerovo   | 2008-2009 | 2009-2010 |
| VK Grozny              | 2010-2011 | 2011-2012 |
| VK Kouzbass Kemerovo   | 2012-2013 | ...       |

## Palmarès
Néant.